# اوله ماتوشفسکی
اوله ماتوشفسکی (اوکراینی: Олег Іванович Матушевський؛ زادهٔ ۱۹ فوریهٔ ۱۹۹۵) بازیکن فوتبال اهل اوکراین است.